# 布倫博河

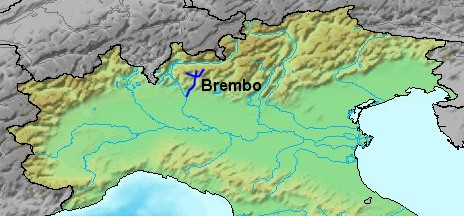

布倫博河（義大利語：Brembo fiume）是意大利的河流，位於該國北部貝加莫省，屬於阿達河的左支流，河道全長74公里，流域面積935平方公里，平均流量每秒30立方米。

## 外部連結
- The floods of 18 July, 1987 （页面存档备份，存于）

45°35′N 9°32′E / 45.583°N 9.533°E